# Toader Constantinescu
Toader Constantinescu (n. 17 mai 1930, Cornul Luncii, jud. Suceava) este un fost deputat român în legislatura 1992-1996, ales în județul Suceava pe listele partidului PRM.